# Héraldique britannique
L’héraldique britannique a une histoire qui remonte au XIIe siècle. Similaire à l'héraldique française ou allemande, elle possède néanmoins quelques traits caractéristiques.
L'octroi des armoiries est régulé en Angleterre, au pays de Galles et en Irlande du Nord par le College of Arms. L'héraldique écossaise, qui possède des caractéristiques propres, dépend de la Cour du lord Lyon.

## Histoire
L'usage de blasons comme signes distinctifs fait suite à celle des sceaux et beaucoup d'armoiries sont issues de sceaux utilisés avant l'introduction de l'héraldique en Angleterre. Les plus anciens rôles d'armes datent du milieu du XIIIe siècle. Le blasonnement est déjà similaire au langage actuel et, à la suite de l'invasion normande de l'Angleterre, s'inspire énormément du français.
À l'époque, les blasons sont aussi souvent directement repris des caractéristiques ou décorations des boucliers des chevaliers. À partir d'Henri III, on note la présence fréquente d'armes parlantes, dont le dessin évoque directement le nom de famille de leur porteur. L'essor de l'héraldique à l'époque aboutit au dessin d'armoiries imaginaires attribuées à des monarques précédents, qui n'en avaient pas. C'est notamment le cas des blasons attribués à Guillaume le Conquérant ou à Édouard le Confesseur, le blason imaginaire de ce dernier étant par la suite considéré avec beaucoup de révérence.

Les trois fusées du blason des Montagu évoquent des montagnes, une allusion au nom de la famille.
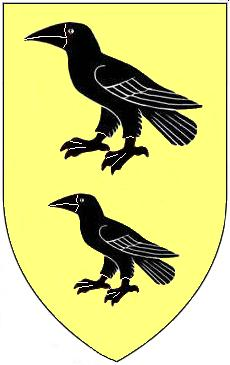
Blason de la famille Corbet : les corbeaux évoquent le nom de famille.
Armoiries imaginaires attribués à Édouard le Confesseur.

L'héraldique anglaise moderne date principalement des Plantagenêt. À partir d'Henri VIII, elle se complexifie avec l'introduction d'écartelés et de compositions plus élaborées, censés rendre compte de l'histoire de la famille et parfois illisibles. Au XVIIIe siècle, des augmentations d'armes sont souvent accordées, notamment à des militaires, afin de rendre compte de leurs réussites.

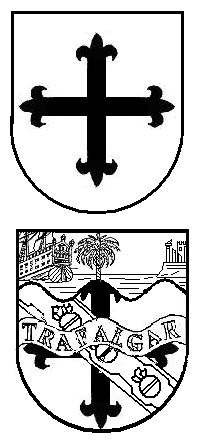
En haut, le blason familial de l'amiral Nelson et, en bas, le blason et toutes ses augmentations commémorant les victoires, notamment Trafalgar.
Le blason du 1er duc de Wellington avec son augmentation (l'écusson dans les couleurs du Union Jack) commémorant la victoire à Waterloo.

## Transmission des armoiries

### Héritage
En principe, les armoiries en Angleterre et au pays de Galles se transmettent de père en fils : les armoiries d'un homme se transmettent également à tous ses fils, peu importe leur ordre de naissance. Afin d'établir une différence entre les blasons au sein d'une fratrie, on peut utiliser un système de brisure, qui est plus systématique en héraldique britannique que dans d'autres pays, notamment la France.
Dans les premiers temps, un simple changement de couleurs pouvaient servir de brisure. Le lambel est la brisure la plus fréquente et est traditionnellement utilisée par la famille royale dans laquelle les lambels d'argent des différents membres de la famille sont différenciés par des ajouts. La bordure est également employée, ainsi que la cotice ou l'addition de meubles.

Blason du vicomte Cobham.
Blason du vicomte Chandos, huitième fils du vicomte Cobham, différencié par l'ajout d'une croix potencée.
Blason royal.
Blason du prince de Galles, fils du roi, différencié par un lambel d'argent.

### Femmes
Généralement, les femmes n'héritent pas d'armoiries et ne les transmettent pas sauf s'il n'y a pas d'homme héritier (par exemple si elle n'a pas de frères ou que ceux-ci sont morts sans laisser de fils). Si une héritière héraldique épouse un homme détenteur d'armoiries, leur fils peut porter les armes écartelées. Une femme peut toutefois obtenir une concession d'armoiries.
Qu'elle soit une héritière héraldique ou qu'elle ait reçu ses propres armoiries, une femme ne peut porter de cimier, considéré comme un attribut masculin. Lorsqu'elle n'est pas mariée, son blason a une forme de losange ou d'ovale.

### Mariage
Une femme mariée peut porter des armoiries parti de celles de son mari et des siennes. Elle peut également porter ses propres armoiries ou celles de son mari seules, avec une différence pour les distinguer. Une femme veuve continue de porter les armoiries de son mariage mais sur un blason losange ou ovale. Un homme veuf reprend ses armoiries seules.

Avant son mariage, Diana Spencer portait les armoiries de son père dans un blason en losange.
À son mariage avec Charles, prince de Galles, elle portait des armoiries parti de celles de son mari et de son père.
Après son divorce, elle reprend les armoiries de son père avec l'ajout d'une couronne.

Depuis 2014, des règles existent également pour les mariages entre personnes de même sexe :
- un homme marié à un autre homme peut porter des armoiries parti de ses armes et de celles de son mari mais garde son propre cimier, mais continuer à porter ses armoiries seules,
- une femme mariée à une autre femme peut porter des armoiries parti de ses armes et de celles de son épouse mais si cette dernière est une héritière héraldique son blason peut être sur-le-tout des armes de sa femme.

## Couronnes
En héraldique britannique, le terme de couronne est réservé au monarque et on parle pour les autres de « coronets ».

Couronnes royales
La couronne tudor est le dessin actuellement utilisé sur les armoiries royales.
La couronne d'Écosse est utilisée sur la version écossaise des armoiries royales.
La couronne de Saint-Édouard était utilisée pendant le règne d'Élisabeth II.

Coronets de la famille royale
Héritier de la Couronne.
Frère, sœur, fils ou fille du monarque.
Enfants de l'héritier de la Couronne.
Enfants des autres fils du monarque.
Autres petits-enfants du monarque, avec le prédicat d'altesse royale.

Autres coronets
Duc.
Marquis.
Comte.
Vicomte.
Baron et pair ou Lord of Parliament (Écosse)
Baron (Écosse)

## Mitres et chapeaux cléricaux
En Angleterre, les évêques et archevêques de l'Église d'Angleterre utilisent leurs mitres sur leurs blasons épiscopales. L'évêque de Durham, uniquement, utilise une mitre entourée d'une couronne ducale, parce qu'il était prince-évêque du comté palatin de Durham. Tous les rangs de clergé de l'Église utilisent chapeaux de sable. Les cordelières sont de pourpre pour les archidiacres et diacres, de sable pour les chanoines, et d'argent pour les prêtres. Les archidiacres ont six houppes de pourpre ; les diacres et chanoines, six houppes de gueules ; et les prêtres, deux houppes de sable. Un évêque ou archevêque peut porter des armoiries parti de celles de son diocèse et des siennes.

Archevêque (Cantorbéry)
À son inauguration comme Archevêque de Cantorbéry en 2013, Justin Welby porte des armoiries parti de celles de son diocèse et de sa famille
Évêque
Archidiacre
Doyen
Chanoine du souverain
Chanoine
Prêtre

## Casques
En héraldique britannique, comme en France, les casques (ou heaumes) sont de métaux différents selon à rang. Le casque du monarque (et des membres de sa famille) est affronté, d'or, avec les barreaux du même ; le casque de tous les pairs - quels que soient leurs titres - est de côté, d'argent, avec les barreaux d'or ; le casque des baronnets et des chevaliers est d'acier, affronté, avec la visière ouverte ; et le casque des personnes ordinaires est aussi d'acier, de côté.

Monarque
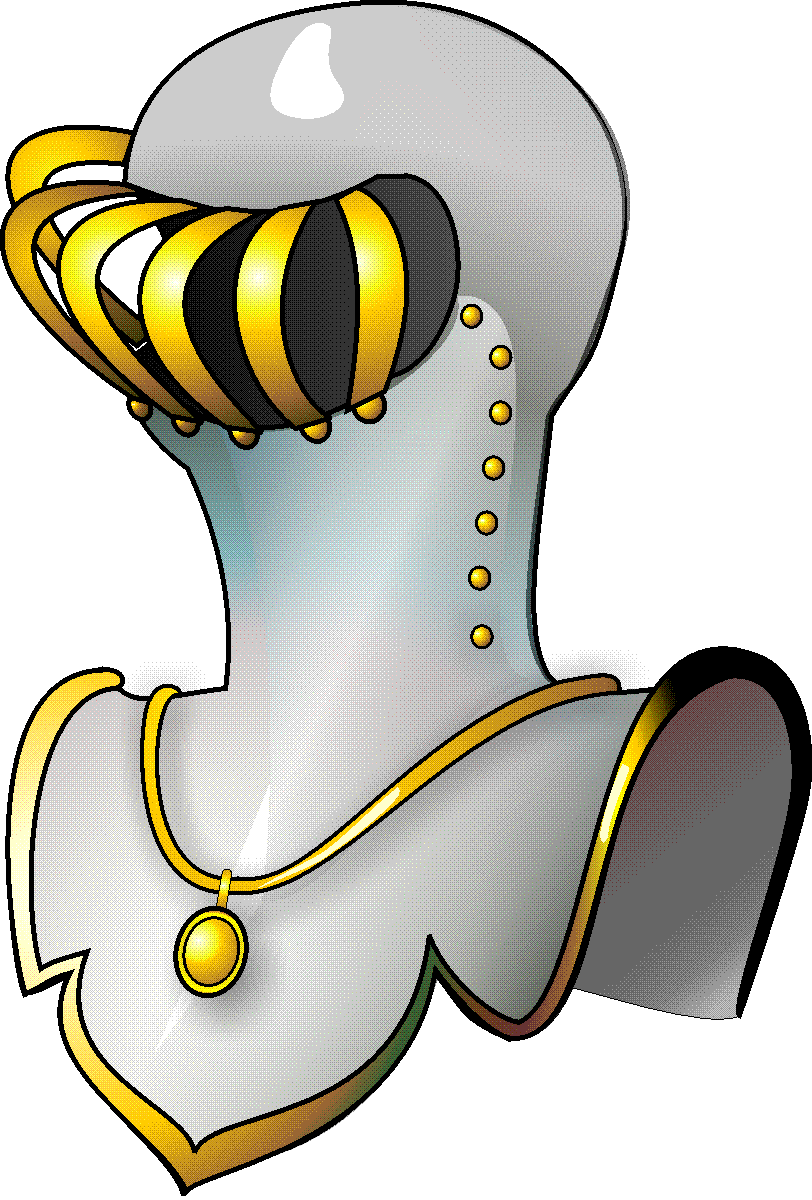
Pair
Baronnet ou chevalier
Personne sans titre

## Badges
Les badges existaient avant l'émergence de l'héraldique moderne : ils prennent généralement la forme d'un meuble héraldique mais souvent sans écu et sont associés à une famille ou une personnalité. Certains badges sont issus directement d'un meuble du blason de leur porteur ou bien du cimier, certains prennent une forme différente et peuvent faire allusion à une alliance, une prétention territoriale ou bien revêtir un caractère philosophique. Il n'est pas rare pour un seul individu d'avoir plusieurs badges.
Les badges royaux sont les plus connus, notamment les plumes d'autruche de l'héritier de la Couronne.

La rose des Tudor.
Badge de la maison de Windsor.
Badge de l'héritier de la Couronne.
Badge du College of Arms.

En Écosse, les badges ont une signification particulière car ils symbolisent l'allégeance à une personne ou à un clan.
Les badges d'origine héraldique sont aussi utilisés par les forces armées du Royaume-Uni.

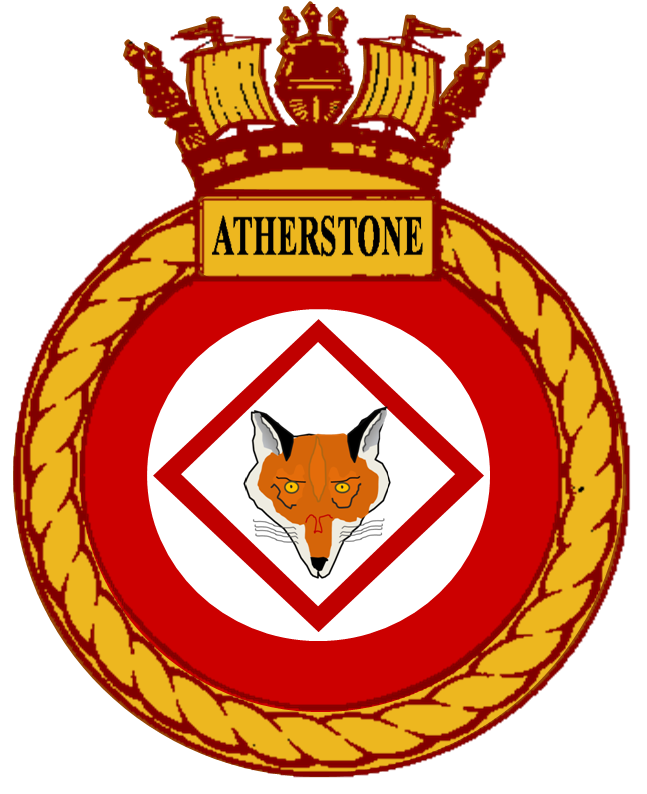
Badge du navire de guerre HMS Atherstone (M38) (Marine)
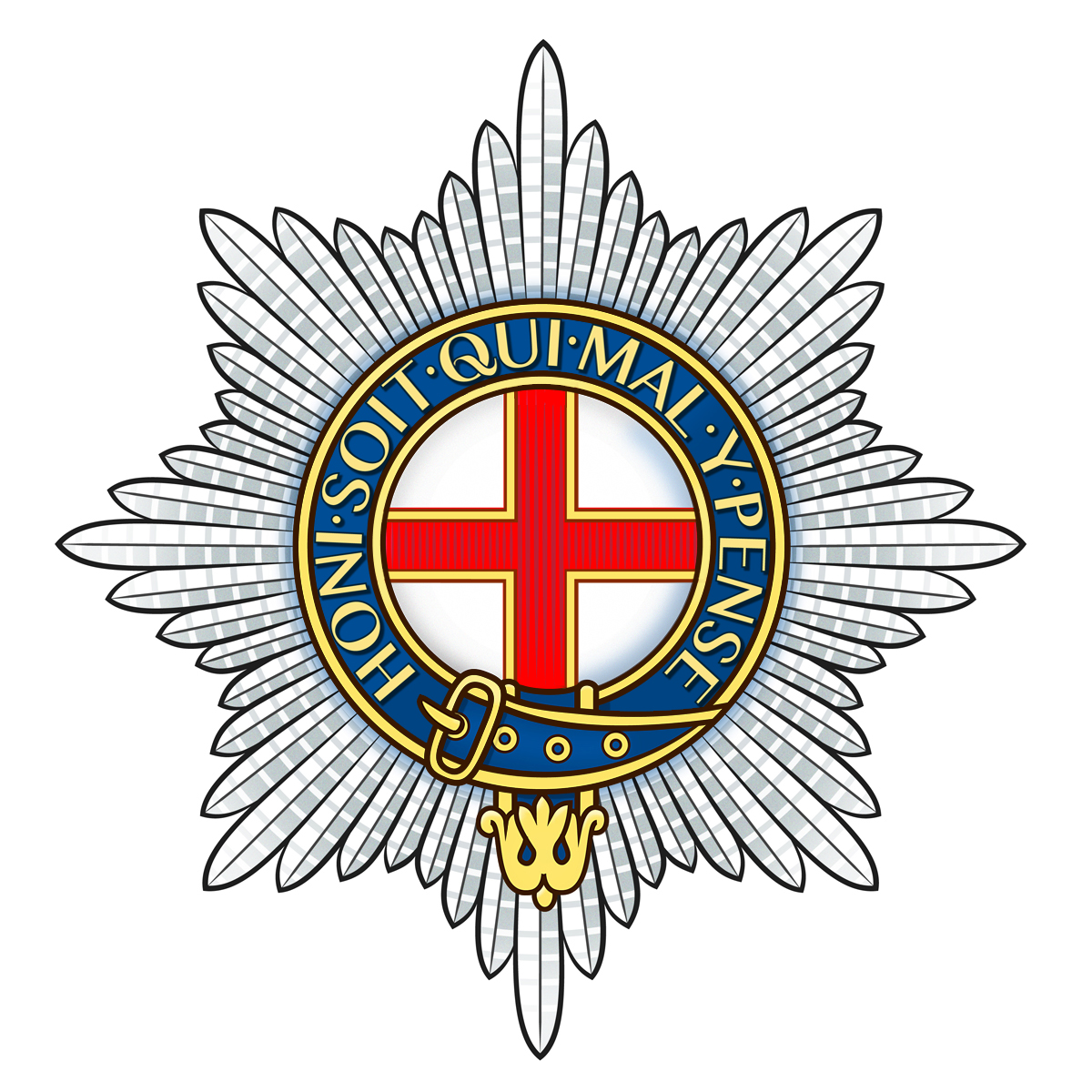
Badge des Coldstream Guards (Armée)
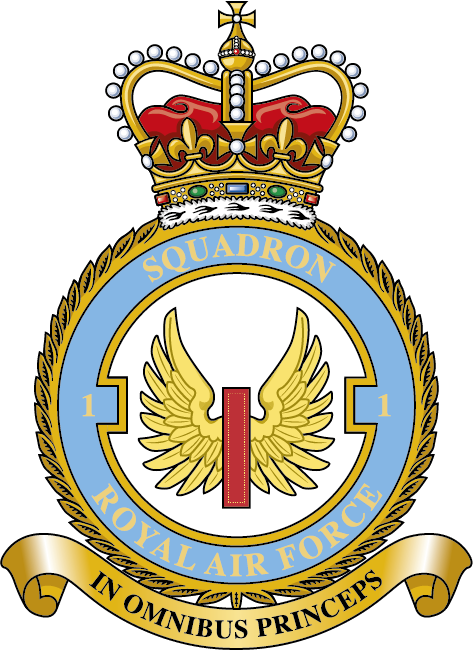
Badge du No. 1 Squadron RAF (Armée de l'Air)

## Particularités de l'héraldique écossaise
En général, les règles de transmission des armoiries de père en fils, et aux femmes et couples mariés, sont les mêmes en Écosse qu'en Angleterre. Le système de brisure, cependant, est différent ; les bordures sont plus fréquemment utilisées en Écosse qu'en Angleterre.
Aussi, en Écosse, les fils cadets sont interdits d'utiliser les blasons brisés sans autorisation par le Lord Lyon. Toutes les armoiries en Écosse, par la loi, doivent être autorisées par le Lord Lyon, et mises sur son registre, avant d'être utilisé. Les personnes qui abusent l'héraldique en Écosse peuvent être poursuivies et condamnées à une amende par la Cour du Lord Lyon.